# Kirkjufell
Kirkjufell (IJslands voor 'Kerkberg') is een 463 meter hoge berg aan de noordkust van het IJslandse schiereiland Snæfellsnes, nabij het plaatsje Grundarfjörður. Er wordt beweerd dat het de meest gefotografeerde berg van het land is. Kirkjufell was een van de filmlocaties van Game of Thrones, seizoen 6 en 7.
Kirkjufell bevat vulkanisch gesteente, maar is geen vulkaan. Het is een voormalige nunatak, een berg die tijdens de ijstijd boven de gletsjers uitstak en daardoor deel uitmaakte van wat eens de sedimentaire gelaagdheid van het gebied was. Deze lagen zijn samengesteld uit afwisselende lagen lava en zandsteen, met tufsteen op de top.
Naast dat Kirkjufell een berg is, heeft het ook twee watervallen.

## Galerij

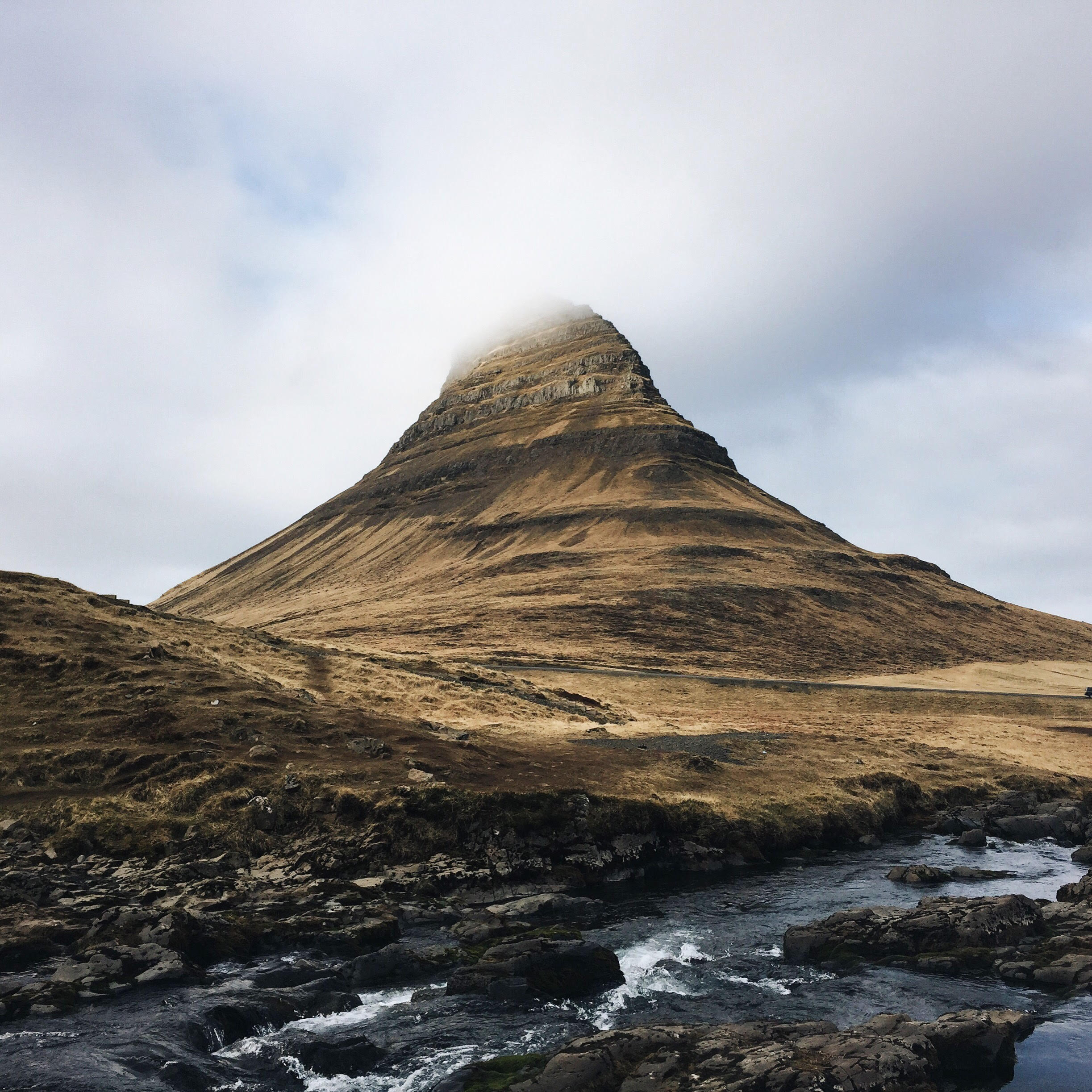
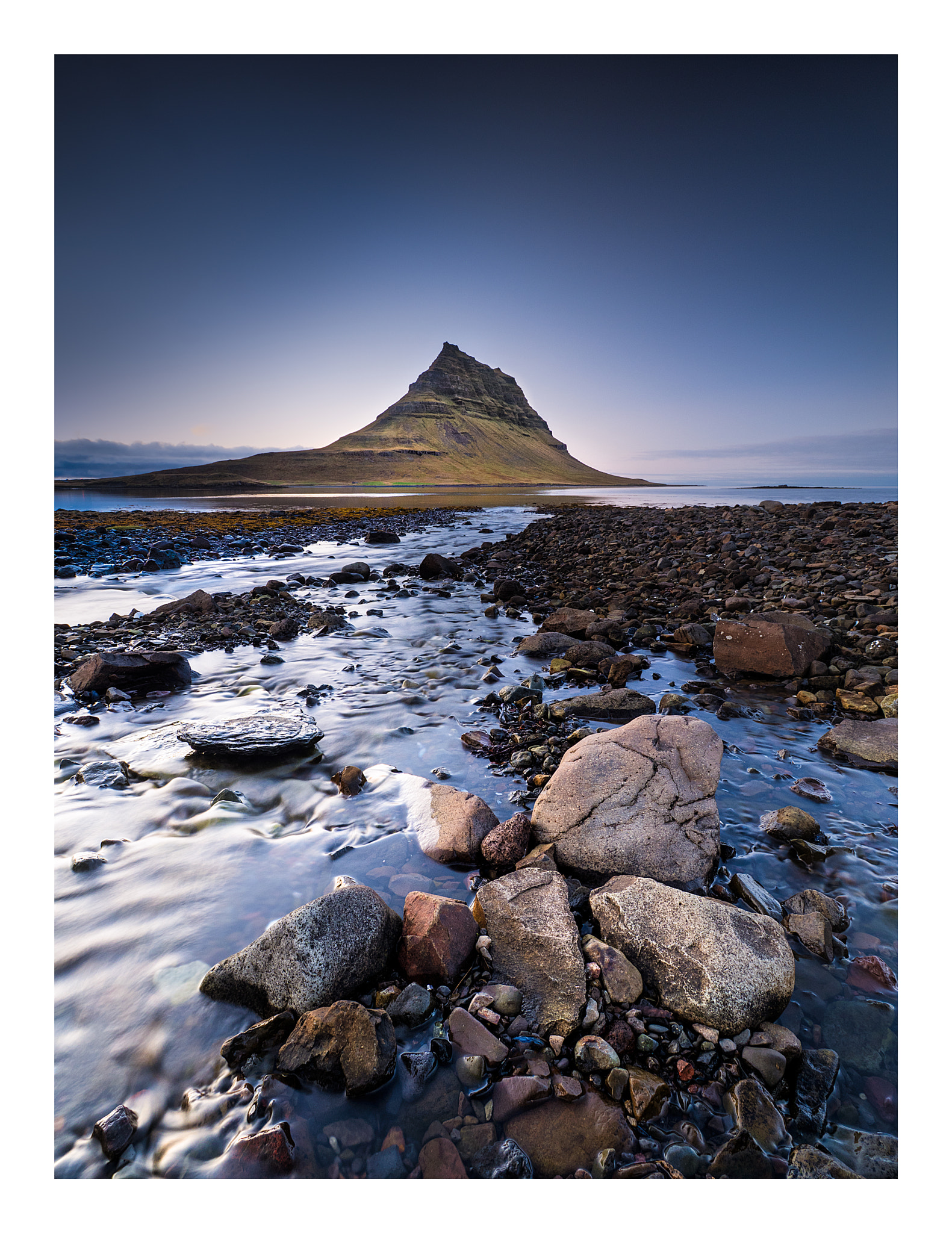
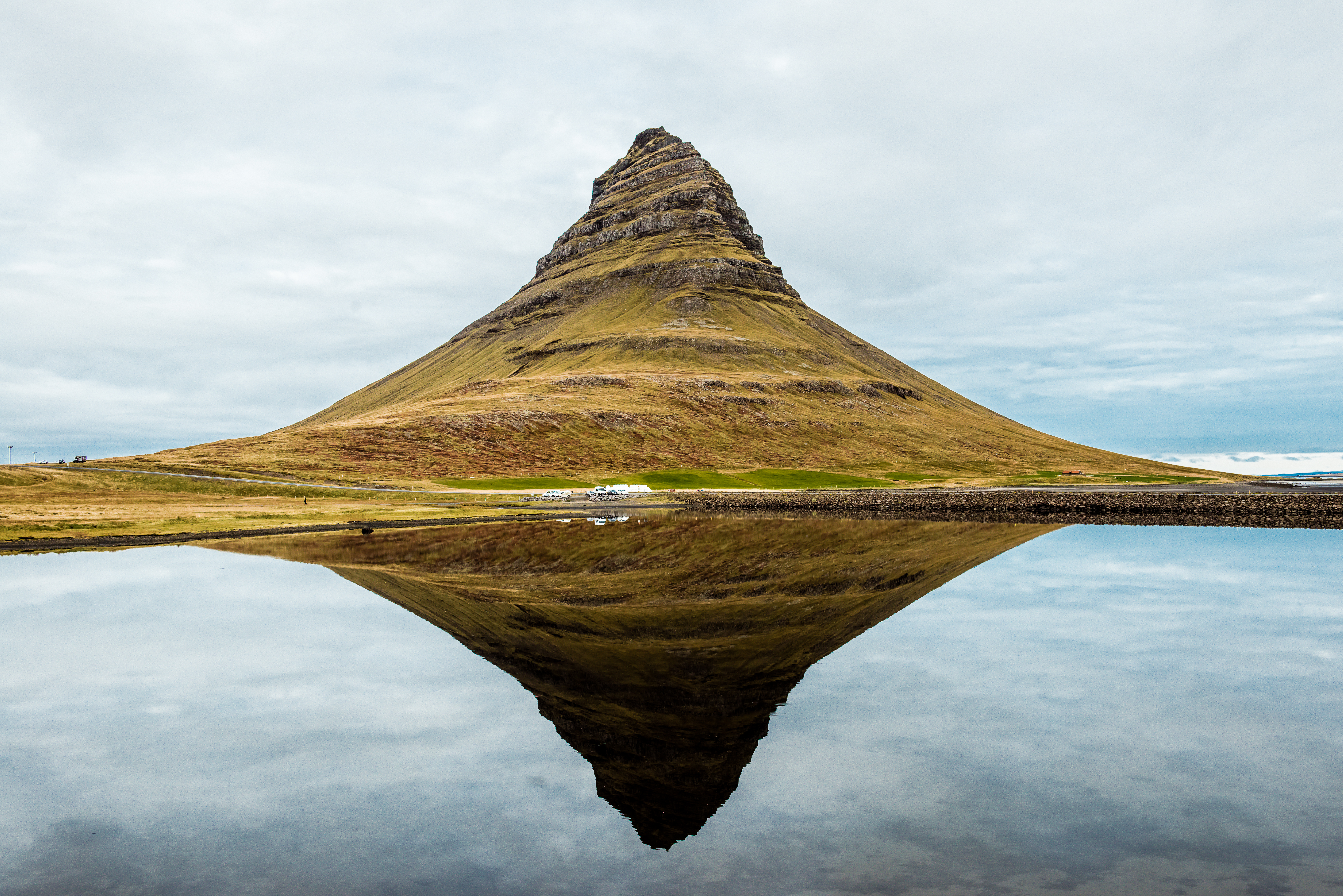
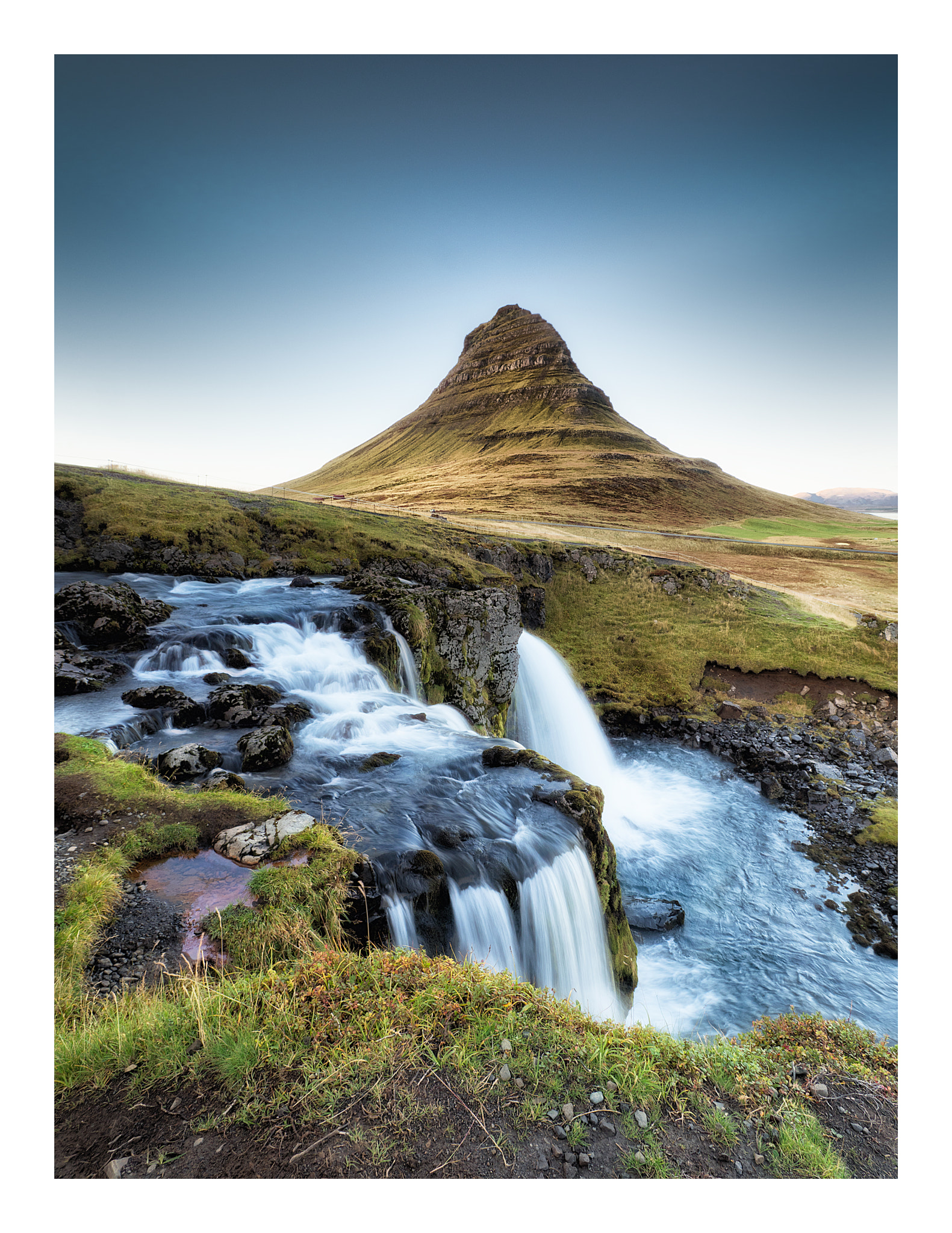